# Boromejski otoci
Boromejski otoci (tal. Isole Borromee) su skupina od tri mala otoka i dva otočića u talijanskom dijelu Lago Maggiore, smješteni u zapadnom kraku jezera, između Verbanije na sjeveru i Strese na jugu. Zajedno ukupne površine od samo 0.2 km2, oni su glavna lokalna turistička atrakcija zbog svog slikovitog okruženja.
Njihovo ime potječe od obitelji Borromeo, koja ih je počela kupovati početkom 16. stoljeća (Isola Madre) i još uvijek ih posjeduje većinu (Isola Madre, Bella, San Giovanni) i danas.

## Otoci
Otoci su, redom od sjevera prema jugu:
1. Isolino di San Giovanni nalazi se nedaleko Pallanze (danas dio Verbanije) na sjeveru.
2. Sićušna nenaseljena stijena Malghera, s površinom od samo 200 četvornih metara, nalazi se između Isola Bella i Isola dei Pescatori i nudi bujnu vegetaciju i malu plažu.
3. Isola Madre, najveća od tri, također je poznata po svojim vrtovima, koji se održavaju od otprilike 1823. u engleskom stilu. Njegova je palača, iako nenaseljena, sjajno namještena talijanskim remek-djelima i slikama iz 16. do 19. stoljeća.
4. Isola dei Pescatori ili Isola Superiore sada je jedini naseljeni otok u Otočjeotočju. Ima ribarsko mjesto koje je 1971. godine imalo 208 stanovnika.
5. Scoglio della Malghera, hrid
6. Isola Bella, nazvana po Isabelli, grofici Borromea, izvorno je bila uglavnom neplodna stijena; Nakon prvih poboljšanja i izgradnje, koje je otvorio grof Karlo III. između 1629. i 1652., njegov sin Vitaliano 6. sagradio je atraktivnu ljetnu palaču, dovozeći ogromne količine zemlje kako bi izgradio sustav od deset terasa za vrt. Nedovršena zgrada prikazuje slike lombardskih umjetnika i flamanske tapiserije.

- Isola Bella
- Isola dei Pescatori
- Isola Madre

## Vanjske poveznice
- Službeni turistički prolaz Lake Maggiore službeni turistički pristupnik
- http://www.verbanensia.org/biografie_details.asp?bID=532&action=B&tipo=2
- http://www.verbanensia.org/archivio_details.asp?archID=1461
- http://www.verbanensia.org/loca_select.asp?tipo=1
- Isola Superiore, Isola Superiore na jezeru Maggiore - Turistički vodič.
- Isola Bella, Isola Bella na jezeru Maggiore - Turistički vodič.
- Isola Bella, iz službenog turističkog portala jezera Maggiore.
- Isola Madre, sa službenog turističkog portala jezera Maggiore.